# Winchuck
El Winchuck (en tolowa: duu-sr-xuu-shi taa-ghin-li~’ ) es un breve río estadounidense en el bosque nacional Río Rogue–Siskiyou. Atraviesa los estados de Oregón y California y desemboca en el océano Pacífico.
El río pasa por debajo de la Ruta Federal 101 en Oregón justo antes de llegar al océano.
Por la margen derecha, recibe las aguas de los arroyos Elk y Deer y, por la izquierda, las aguas de los arroyos Salmon, Moser y South Fork.

## Fauna y flora
La fauna acuática consiste en salmones reales (Oncorhynchus tshawytscha), salmones del Pacífico (Oncorhynchus kisutch), truchas arcoíris (Oncorhynchus mykiss) y truchas degolladas (Oncorhynchus clarkii clarkii). También se pueden encontrar cárabos californianos (Strix occidentalis) y mérgulos jaspeados (Brachyramphus marmoratus).
La flora incluye el abeto de Douglas (Pseudotsuga menziesii) y el arce de Oregón (Acer macrophyllum). La mayoría de las secuoyas rojas (Sequoia sempervirens) de Oregón solo se encuentran en la cuenca del río Winchuck.